# Tête de Christ couronné d'épines
Tête de Christ couronné d'épines, aussi appelé Christ de douleur bénissant, est un tableau de Albrecht Bouts réalisé vers 1500.
Il s'agit une peinture à l'huile sur bois conservée au musée des Beaux-Arts de Lyon.

## Histoire
Bouts a peint plusieurs représentations de petite formats du Christ souffrant, destinées à la dévotion privée. Le tableau a appartenu à Henri Hecht et a été acquis par le musée en 1885. Il a été présenté dans le cadre de l'exposition Ainsi soit-il, qui s'est tenue fin 2011 au musée des Beaux-Arts de Lyon. 

## Description
L'œuvre montre, sur un fond noir, un Salvator coronatus : un Christ représenté jusqu'au niveau du torse et portant sur la tête une couronne tressée d'épines. La bouche et les yeux ouverts, il a les mains levées : la main droite est en train de bénir, tandis que celle de gauche évoque la rédemption à travers la plaie du supplice, symbolisant respectivement la gloire et la souffrance du Christ. Il a un manteau rouge à la bordure dorée, un habit de roi dont les soldats l'ont revêtu afin de se moquer de lui, selon le récit biblique. Des gouttes de sang coulent de son front, tandis que des larmes mouillent ses joues.